# Krumping
Krumping er en streetdans som kommer fra Los Angeles i USA. Krump består af mange elektriske bevægelser.

## Links
- Krump Dans Community Arkiveret 10. september 2012 hos  Wayback Machine